# Leggerezze
Leggerezze è una webserie del 2009, distribuita su FlopTv, diretta e sceneggiata da Maccio Capatonda.

## Trama
Una famiglia come tante
Già dal primo episodio una disgrazia travolge casa Braciola: la figlia senza nome muore a causa di un'analisi delle urine. L'unico che rimane indifferente è il padre Luciano, truffatore di televendite, perché tanto adesso c'è una bocca in meno da sfamare. Patrizia, la madre, viene licenziata a causa della sua quasi cecità e quindi decide di vendersi un rene.
A casa Braciola
Patrizia viene visitata dal fantasma della figlia, che gli rivela che ora è in un posto migliore (più precisamente a Riccione). Arturo ha l'hobby di collezionare di tutto, dalle ragnatele alle emorroidi. Scopriamo inoltre che la nonna (anch'essa senza nome) è  già morta da due giorni. Patrizia cerca lavoro, ma senza successo. Intanto Arturo si fidanza con Sophie, un transessuale.
Tranquillità sfrattata
Continua la storia d'amore tra Arturo e Sophie. Altre tragedie incombono a casa Braciola: arriva l'ufficiale giudiziario che pignora tutti i mobili mentre Megan ha un incidente d'auto e finisce in coma. Il medico dell'ospedale, sapendo dello stato comatoso di Megan, ne approfitta per avere un rapporto sessuale con lei. Patrizia per la disperazione si dà all'elemosina.
Colpi di scena
Megan si risveglia dal coma e all'uscita dall'ospedale si scontra con Loris, un trafficante di organi, se ne innamora a prima vista e i due si fidanzano. Ma Arturo non vede di buon occhio Loris, e lo considera un pezzente.

## Personaggi
- Luciano Braciola, interpretato da Maurizio Tabani, è il padre della famiglia che per lavoro propone televendite truffaldine.
- Patrizia Braciola, interpretata da Alessandra Sarno,è la madre della famiglia. Di lavoro fa la prostituta e dimostra di essere molto menefreghista nei confronti degli altri famigliari.
- Megan Braciola, interpretata da Anna Pannocchia, è la figlia maggiore, che fa anche da assistente al padre nelle televendite.
- Loris, interpretato da Ivo Avido, è il fidanzato di Megan ed è un trafficante di organi. La lascia durante la serie perché omosessuale.
- Arturo Braciola, interpretato da Herbert Ballerina, è il figlio minore che per quanto si impegni non riesce mai a realizzare i suoi obiettivi.
- Nonna morta, interpretata da Katherine J. Junior.
- Rossana Menomale interpreta una ragazza che muore all'inizio della serie e che rivelerà, all'ultimo episodio, di non essere mai morta.

## Episodi
| Nº | Titolo                       |
| -- | ---------------------------- |
| 1  | Una famiglia come tante      |
| 2  | A casa Braciola...           |
| 3  | Tranquillità sfrattata       |
| 4  | Colpi di scena               |
| 5  | In gita a Venezia            |
| 6  | Scandalo Braciola            |
| 7  | Questioni di vista...        |
| 8  | Novità a casa Braciola       |
| 9  | Stendology                   |
| 10 | L'ingiustizia trionfa sempre |
| 11 | Buoni affari                 |
| 12 | L'ultima puntata             |